# Bryan Procter

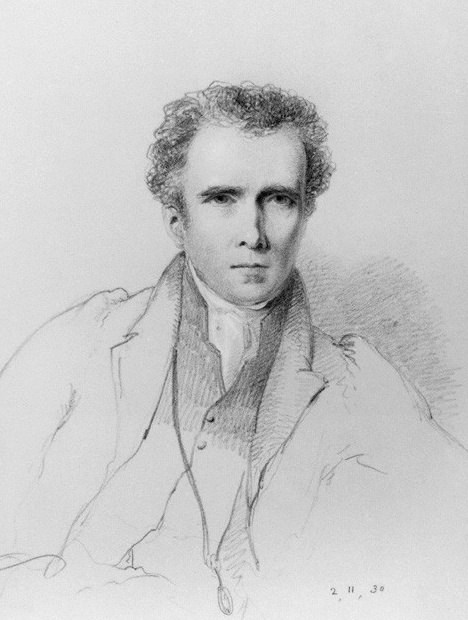
Bryan Procter

Bryan Waller Procter (pseud. Barry Cornwall) (21 de Novembro de 1787 - 5 de Outubro de 1874) foi um poeta britânico.
Nascido em Leeds, Yorkshire, foi educado na Harrow School. Após finalizar seus estudos, foi à Londres estudar direito penal. Em 1820, começou a criar poemas com o pseudônimo "Barry Cornwall".
Tinha como amigos uns dos homens mais notáveis da sua sociedade, incluindo Charles Lamb, cuja biografia Procter escreveu.